# Guy-Charles Cros
Pour les articles homonymes, voir Cros.
Guy-Charles Cros, né le 2 février 1879 dans le 6e arrondissement de Paris, ville où il est mort le 28 novembre 1956 dans le 9e arrondissement, est un poète français.

## Biographie

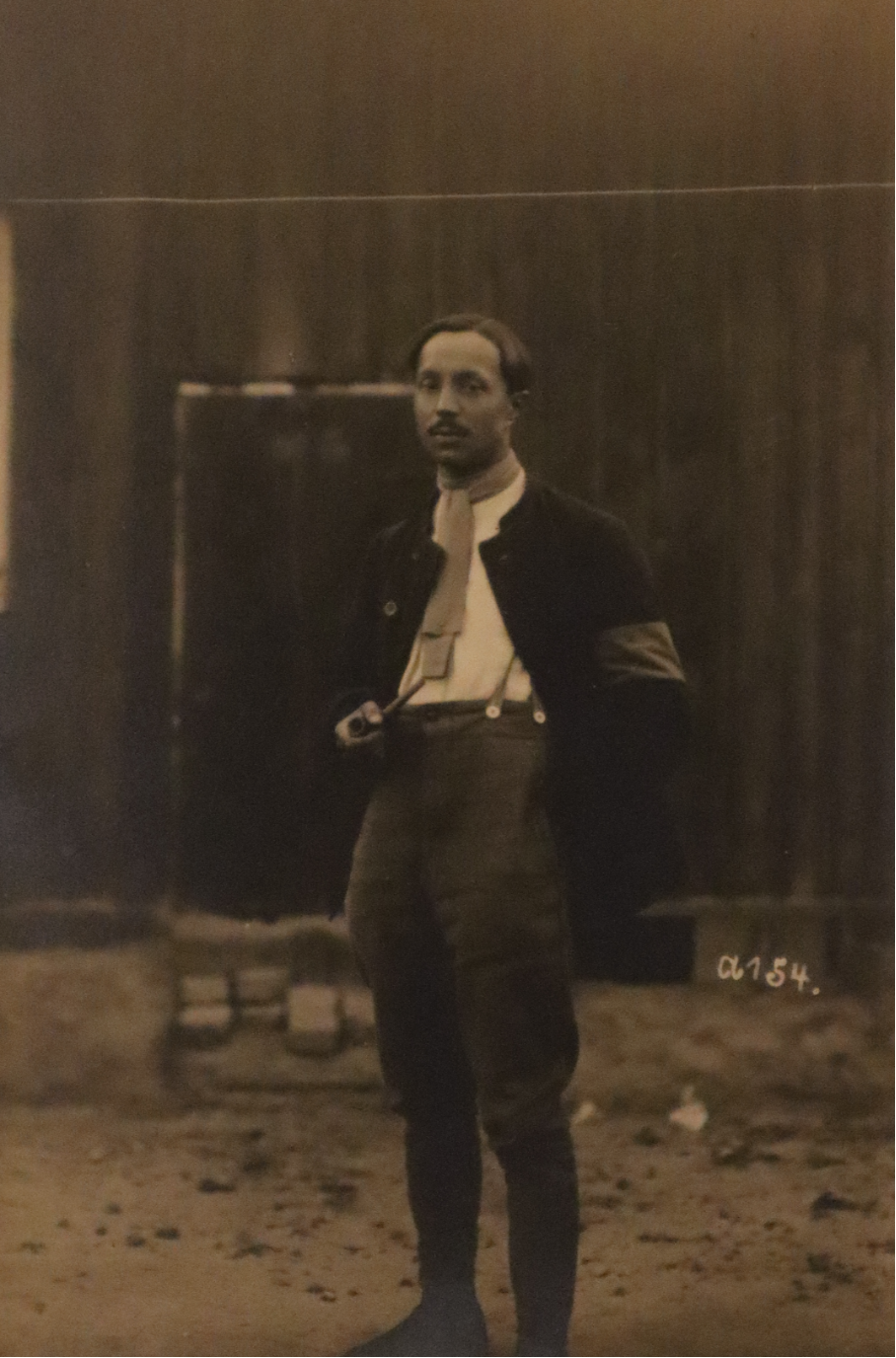
Guy-Charles Cros

Fils de Charles Cros, Guy-Charles Cros a grandi au Danemark auprès de sa mère après la mort de son père en 1888. Il mène une vie de bohème dans le Paris des symbolistes puis devient le secrétaire d'Adolphe Van Bever et côtoie Paul Léautaud. Durant la Première Guerre mondiale, il est fait prisonnier et passe quatre ans en captivité. En 1919, il devient employé au musée de l'Armée comme spécialiste des questions allemandes. En 1908, il reçoit le prix Langlois pour la traduction de La puissance du mensonge de Johan Bojer, en 1927, le prix Jean Moréas récompensant son œuvre, et en 1947 le prix de poésie de l'Académie française pour son ouvrage Mon soleil nouveau. Pendant plusieurs décennies, le poète hollandais Fritz-René Vanderpyl est l'un de ses meilleurs amis.
Il fit découvrir au public français le romancier norvégien Johan Bojer et le poète danois Sophus Claussen.

## Œuvre poétique
- Le Soir et le Silence, 1908.
- Les Fêtes quotidiennes, 1912.
- Retours de flamme, 1925.
- Avec des mots, 1927.
- Mon soleil nouveau, 1946.

## Pour approfondir